# Sardinenverarbeitung in Marokko

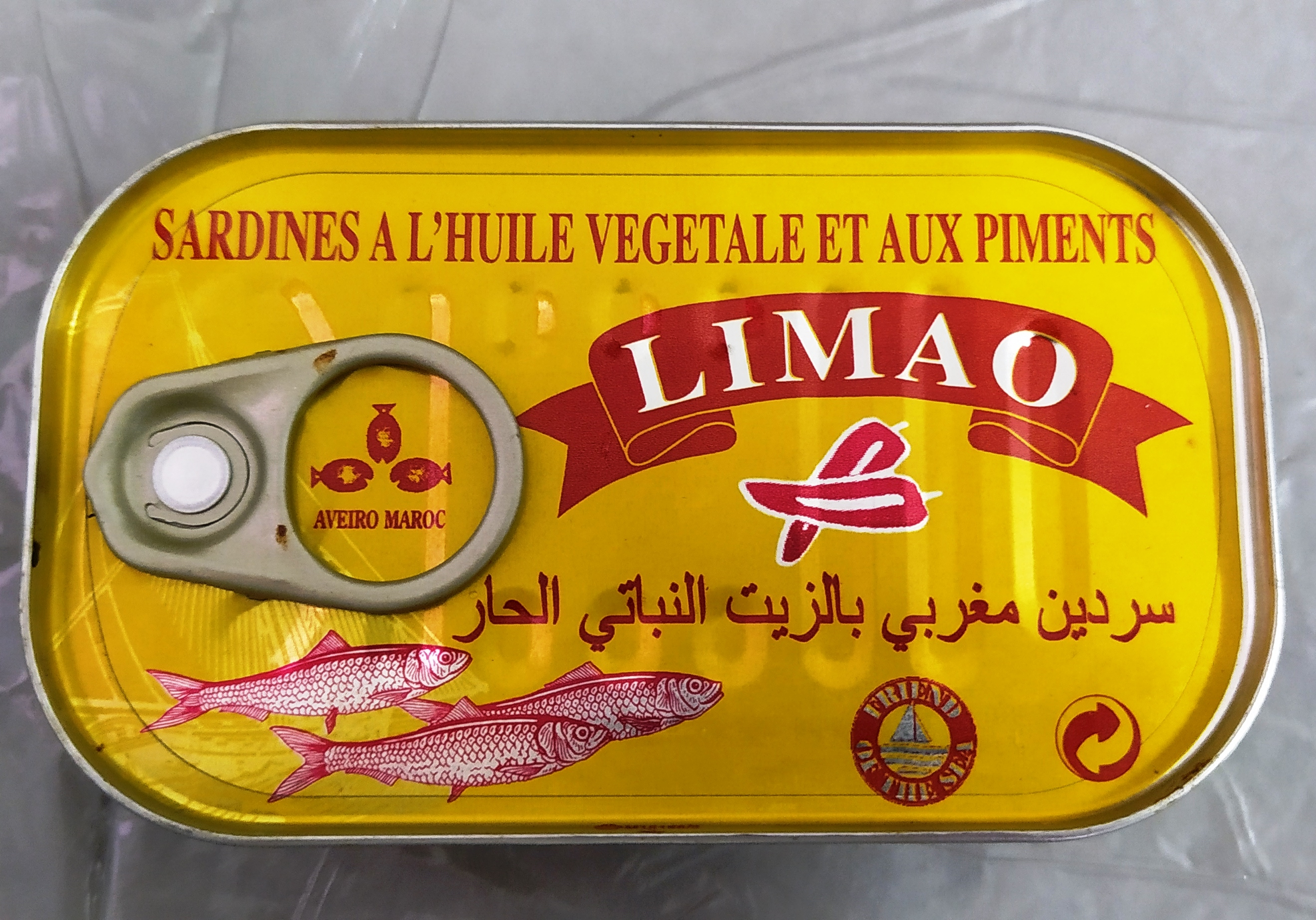
Ungeöffnete Dose marokkanischer Sardinen in Öl – typisches Exportprodukt der marokkanischen Fischerei

Die Sardinenverarbeitung in Marokko stellt einen bedeutenden Wirtschaftszweig in Marokko dar und bildet einen zentralen Bestandteil der nationalen Fischerei. Das Land gilt als weltweit führender Exporteur von Sardinenkonserven und nimmt insbesondere für den europäischen Markt eine herausragende Rolle als Lieferant ein.

## Fischereiwirtschaftliche Grundlage
Die marokkanische Atlantikküste zwischen dem 21. und 36. Breitengrad zählt zu den weltweit produktivsten marinen Auftriebsgebieten. Dennoch liegen bislang nur begrenzte Kenntnisse über die Zusammensetzung und Struktur der dort genutzten Fischbestände vor. Diese Küstenzone ist durch das Naturphänomen des Kanarenstroms geprägt, der entlang der atlantischen Westküste Afrikas von Marokko über Mauretanien bis in den Norden Senegals verläuft. Der Kanarenstrom zählt zu einer von vier globalen Auftriebsströmungen, die durch nährstoffreiches Tiefenwasser eine hohe biologische Produktivität ermöglichen. Die weiteren bedeutenden Systeme dieser Art sind der Benguelastrom vor der südwestafrikanischen Küste, der Humboldtstrom vor Chile und Peru sowie der Floridastrom vor der Südostküste Nordamerikas.
Diese ozeanografischen Bedingungen fördern die Entwicklung großer Bestände von pelagischen Fischarten, insbesondere Sardinen, Makrelen und Sardellen. Nach Angaben des marokkanischen Meeresfischereiexperten Mohammed Al-Naji entstehen in diesen Auftriebsgebieten einige der weltweit größten Konzentrationen an pelagischen Fischvorkommen, was Marokko zu einem der führenden Erzeugerländer in diesem Bereich macht.

## Bedeutung in der Fischereiwirtschaft

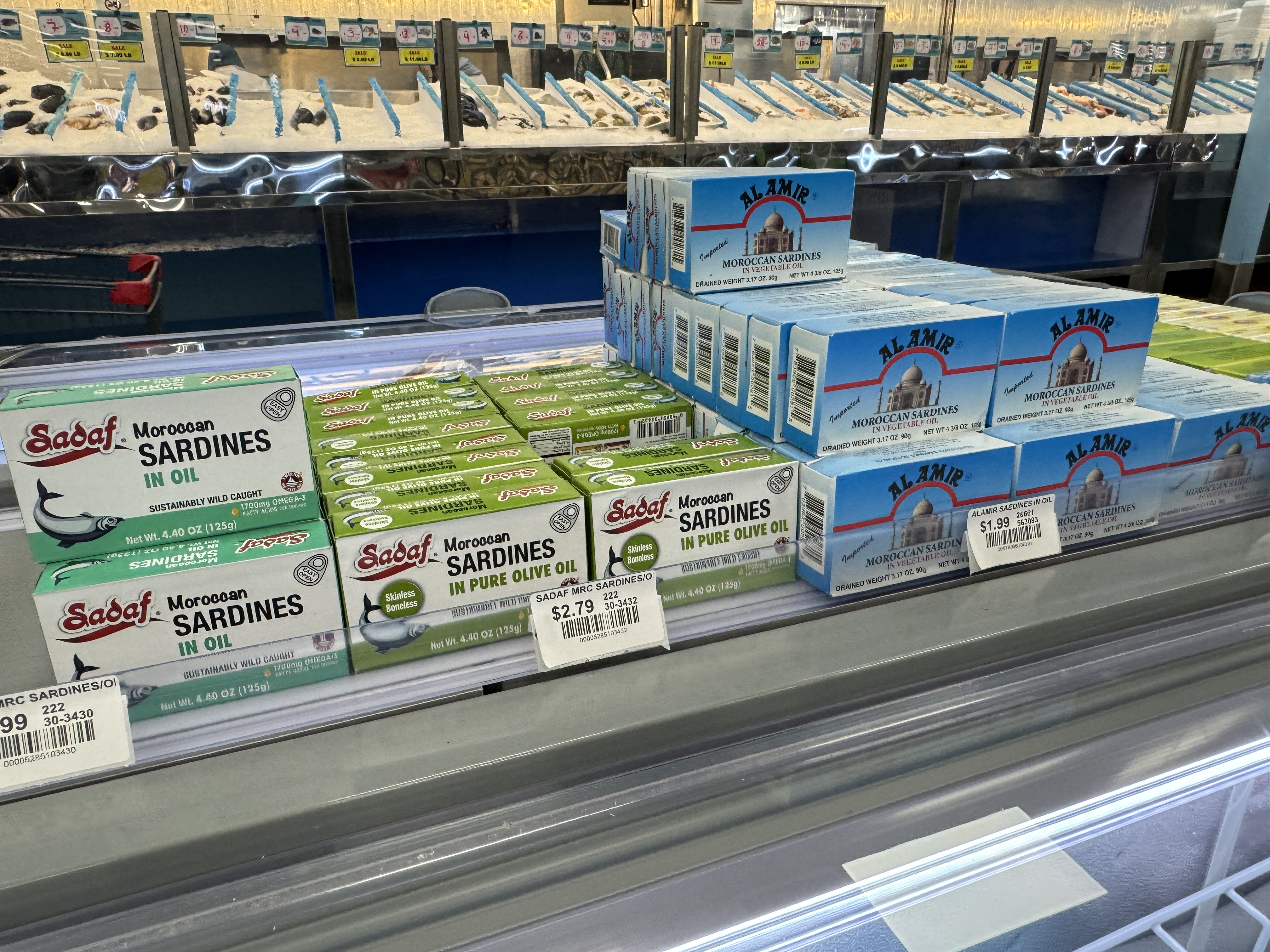
Sardinenkonserven in Originalkartons in einem Regal des Saraga International Grocery in Indianapolis, November 2023

An der atlantischen Küste Marokkos in Nordwestafrika spielt der Fang von Sardinen eine zentrale Rolle. Das Land war im Jahr 2022 laut Morocco World News mit einem Exportvolumen von 152.137 Tonnen Sardinenkonserven im Gesamtwert von etwa 5,9 Milliarden marokkanischen Dirham (rund 581 Millionen US-Dollar) der weltweit größte Exporteur dieser Produktkategorie.
Der Fischfang in Marokko umfasst vor allem Sardinen, Thunfisch, Makrele, Sardellen und Schalentiere. Sardinen stellen mit rund 80 % den größten Anteil am jährlichen Fang. Gefangen werden sie insbesondere von Ringwadenfischern und pelagischen Trawlern. Nach Angaben des Nationalen Fischereiamtes aus dem Jahr 2004 werden etwa 42,14 % der gefangenen Fische exportiert. Ein wesentlicher Teil des Fangs wird in Marokko vor dem Export verarbeitet, wobei die Weiterverarbeitung insbesondere in der Dosenindustrie erfolgt. Die Fischprodukte werden sowohl frisch, tiefgekühlt als auch in Konserven aufbereitet und in verschiedene internationale Märkte exportiert. Hauptabnehmer sind europäische Länder, gefolgt von Märkten in Afrika, dem Nahen Osten, Amerika und Ozeanien, wobei Europa als bedeutendster Absatzmarkt gilt.

## Entwicklung und industrielle Verarbeitung
Die ersten Anlagen zur Verarbeitung von Sardinen entstanden in Marokko im frühen 20. Jahrhundert während der Kolonialzeit. Konservierte Sardinen dienten den Kolonialmächten damals vor allem als haltbare Nahrungsquelle für Soldaten an Kriegsschauplätzen.
Marokko gilt als führende Nation in der Fangfischerei auf Sardina pilchardus in Nordafrika. Die industrielle Verarbeitung von Sardinen begann in den 1930er-Jahren und verzeichnete insbesondere zwischen 1945 und Mitte der 1950er-Jahre ein starkes Wachstum. In den 1960er-Jahren führten ökonomische und ökologische Faktoren (wie Überfischung) zu einem Rückgang der Produktion. Dennoch zählt Marokko bis heute zu den weltweit bedeutendsten Herstellern und Exporteuren von Sardinenkonserven. Im Zentrum der Verarbeitung steht vor allem die Ölsardine, die in großen Mengen in den marokkanischen Atlantikgewässern gefangen wird.
Bis in die 1970er-Jahre galt das Küstengebiet zwischen Safi und Agadir als Hauptzentrum der marokkanischen Fischereiwirtschaft. Infolge rückläufiger Fischbestände kam es Anfang der 1980er-Jahre in dieser Region zu einem markanten Rückgang der Anlandungen. Die Küstenfischerei verlagerte sich daraufhin zunehmend in südlichere Gebiete, wodurch sich auch die logistischen Herausforderungen für die Belieferung der ansässigen Konservenbetriebe vergrößerten. In den Folgejahren gewannen südlich gelegene Häfen wie Tan-Tan und Laâyoune an Bedeutung.
In den 1990er Jahren stieg die Fangmenge wieder auf etwa eine Million Tonnen pro Jahr (Kifani, 1998). Im Jahr 2017 entfielen rund 80 % des gesamten marokkanischen Fischfangs auf Sardinen, vor allem in der südlichen Region zwischen Kap Blanc (Ras Nouadhibou) und Kap Bojador. In diesem Gebiet liegt die Hauptlaichzeit der Sardinen in der kalten Jahreszeit, also von Herbst bis Winter. Ein Problem stellt die schwankende Bestandsentwicklung der Sardina pilchardus dar. Die marokkanische Sardinenfischerei erstreckt sich maßgeblich auf die Gewässer vor der Westsahara, einem politisch umstrittenen Gebiet. Fisch, der in den Gewässern vor der Westsahara gefangen wird, kann an verschiedenen Orten entlang der marokkanischen Küste angelandet oder über Land nach Städten wie Agadir oder Tan-Tan transportiert werden. Teilweise erfolgt auch eine direkte Umladung auf Frachtschiffe zur Ausfuhr.
Neben ihrer wirtschaftlichen Relevanz trägt die Fischerei in Marokko maßgeblich zur Ernährungssicherheit bei: Rund ein Viertel des tierischen Eiweißbedarfs der Bevölkerung wird durch Fischprodukte gedeckt.

### Engpässe und soziale Auswirkungen
Ab 2024 kam es in Marokko zu erheblichen Engpässen bei der Verfügbarkeit von Sardinen, die sich in stark gestiegenen Preisen widerspiegelten. In den südlichen Küstenregionen Marokkos wurde ein erheblicher Teil des Sardinenfangs direkt der industriellen Verarbeitung zugeführt, wodurch die Verfügbarkeit auf den lokalen Märkten weiter sank. In Fachkreisen wurde der Rückgang der Sardinenbestände unter anderem auf Überfischung, Störungen der Reproduktionszyklen sowie klimatische Veränderungen zurückgeführt.
Der Rückgang der Sardinenbestände seit 2022 führte zu einem Produktionsrückgang in der marokkanischen Konservenindustrie von etwa 50 %. Dies verursachte vorübergehende Stilllegungen von Verarbeitungsbetrieben und einen Rückgang der Beschäftigung, sowohl direkt in den Fabriken als auch in vor- und nachgelagerten Bereichen. Die Sardinenkonservenindustrie ist eine bedeutende Quelle von Arbeitsplätzen innerhalb der marokkanischen Fischerei. Gleichzeitig nahm der Export von Sardinenkonserven, insbesondere in afrikanische Länder, ab, was die Wettbewerbsfähigkeit des Sektors beeinträchtigte. Industrieverbände unterstützten Maßnahmen wie Fangverbote für Jungfische und verstärkte Kontrollen gegen illegale Fischerei. Zudem wurde ein Moratorium für den Ausbau neuer Verarbeitungskapazitäten vorgeschlagen, um die Produktion an die reduzierte Rohstoffverfügbarkeit anzupassen und die Stabilität der Branche zu sichern.
Fischereigemeinden in Entwicklungsländern wie Marokko gehören häufig zu den sozioökonomisch schwächsten Bevölkerungsgruppen. Aufgrund natürlicher Gegebenheiten, wirtschaftlicher Abhängigkeiten und unsicherer Fischbestände sind sie besonderen Risiken ausgesetzt.